# Miriam Christine
Miriam Christine Borg, née le 30 juin 1978 à Santo Antônio do Descoberto, est une chanteuse maltaise. Elle est la représentante de Malte au Concours Eurovision de la chanson 1996 avec In a Woman's Heart.

## Biographie
Miriam Christine est la dernière des seize enfants d'une famille brésilienne. Elle est adoptée par des parents maltais à l'âge de 13 mois et grandit sur l'île de Gozo. Elle commence à jouer de la musique à six ans et à la fois chante et joue du piano.
Elle a sa première expérience de la scène à l'âge de six ans. Elle est nommée "Meilleure nouvelle artiste" aux Malta Music Awards en 1995. Elle remporte le Song for Europe Festival, l'épreuve de sélection pour représenter Malte au Concours Eurovision de la chanson. Le soir du concours, organisé à Oslo, elle porte une robe rose et est accompagnée de 3 choristes en robe blanche, rouge et verte de Benetton, dont Georgina Abela, l'épouse du compositeur Paul Abela et ancienne représentante de Malte au Concours Eurovision. In a Woman's Heart obtient 68 points et finit 10e sur les 23 participants.
Elle participe de nouveau au concours maltais en 1998 avec It's up to you, mais prend la cinquième place.
Après plusieurs années de pause, elle revient sur la scène musicale en 2008 avec le single Alone Today. En 2009, elle participe de nouveau à l'émission de sélection pour Malte au Concours Eurovision de la chanson 2009. Cependant, avec la ballade Mama, elle n'atteint que la 15e place sur 20 participants. Elle revient en 2010 avec Beautiful contradiction, mais est éliminée dans une demi-finale. Elle participe aussi en 2014 avec Safe, mais est éliminée dans une demi-finale. Elle participe à un concert après la Marche des fiertés à Malte en 2014.
En plus de sa carrière de chanteuse, elle travaille aussi comme présentatrice à la télévision maltaise.

## Discographiie
Albums
- 1998 : Smile’n’Shine
- 2002 : L"Emigrant
- 2004 : LittleZee
- 2019 : Dil-Mara

Singles
- 1996 : In a Woman’s Heart
- 2002 : Reptile Lover
- 2003 : Hold On
- 2004 : What We Really Mean
- 2004 : Hush
- 2004 : Synchronised
- 2005 : Mystery Mama
- 2008 : Alone Today
- 2009 : Mama
- 2014 : Safe
- 2019 : Bi Ftit Kliem
- 2019 : Mill-Għatba ‘l Gew
- 2020 : Dil-Mara
- 2020 : Kuraġġ

## Source de la traduction
- (sv) Cet article est partiellement ou en totalité issu de l’article de Wikipédia en suédois intitulé « Miriam Christine » (voir la liste des auteurs).